# Wrząca (Mazovie)
Pour les articles homonymes, voir Wrząca.
Wrząca (prononciation : [ˈvʐɔnt͡sa]) est un village polonais de la gmina de Gostynin dans le powiat de Gostynin de la voïvodie de Mazovie dans le centre-est de la Pologne.
Il se situe à environ 7 kilomètres au nord-ouest de Gostynin (siège du powiat) et à 113 km à l'ouest de Varsovie (capitale de la Pologne).

## Histoire
De 1975 à 1998, le village appartenait administrativement à la voïvodie de Płock.